# (25753) 2000 BC14
2000 بي سي 14 (ويعرف أيضًا باسم (25753) 2000 بي سي 14 وفق تسمية الكوكب الصغير) (بالإنجليزية: 2000 BC14)‏ هو كويكب ضمن حزام الكويكبات؛ وترتيبه 25753 من حيث الاكتشاف.
اكتُشف هذا الجُرم الفلكي بواسطة Nobuhiro Kawasato ‏ في 28 يناير 2000.

## وصلات خارجية
- (25753) 2000 BC14 في قاعدة بيانات مختبر الدفع النفاث لأجرام النظام الشمسي الصغيرة

- الاكتشاف · مخطط المدار ·  العناصر المدارية · المعلمات المادية

- (25753) 2000 BC14 على موقع ويكي سكاي: DSS2, SDSS, GALEX, IRAS, Hydrogen α, X-Ray, Astrophoto, Sky Map, Articles and images